# مک‌دونالد، پنسیلوانیا
مک‌دونالد (به انگلیسی: McDonald) یک منطقهٔ مسکونی (Borough) در ایالات متحده آمریکا است که در شهرستان الگینی، پنسیلوانیا واقع شده‌است. مک‌دانلد ۱٫۳۵ کیلومتر مربع مساحت و ۲٬۱۴۹ نفر جمعیت دارد و ۳۴۷ متر بالاتر از سطح دریا واقع شده‌است.